# 마세라티 MC12
마세라티 MC12(영어: Maserati MC12) (Tipo M144S)는 이탈리아 자동차 생산회사인 마세라티에서 한정 생산했던  2인승 스포츠카이다. 경주용으로 생산된 12대의 자동차를 추가하여 총 62대를 생산하였다.

## 개발
Giorgio Ascanelli의 지시에 따라 마세라티는 FIA GT 적격 경주용 자동차 개발을 시작하였다.

## 개요
MC12는 타르가 탑 루프가 달린 2도어 쿠페이지만 분리된 루프는 차에 보관할 수 없다. 미드 리어 레이아웃 (차축 사이에 있지만 캐빈 뒤에 있는 엔진)은 차량 중앙의 무게 중심을 유지하여 안정성을 높이고 차량의 코너링 능력을 향상시킨다. 서 있는 무게 분포는 전면 41%, 후면 59%이다. 그러나 속도에서는 리어 스포일러가 제공하는 다운포스가 시속 200km (125mph)에서 다운포스가 전면 34%, 후면 66%가 될 정도로 영향을 끼친다.

### 내부
자동차가 승인된 차량으로 설계되고 경주용 자동차의 변형이지만 내부는 고급스러워야 한다. 내부는 젤코팅 된 탄소 섬유, 파란색 가죽 및 "패션 산업에 너무 비싸다"는 것으로 밝혀진 합성소재인 "Brightex"가 혼합되어 있다. 센터 콘솔에는 특징적인 마세라티 타원형 아날로그 시계와 파란색 점화 버튼이 있지만 라디오, 카 스테레오 또는 애프터 마켓 사운드 시스템을 설치할 장소가 없다는 비판을 받았다.

### 외부

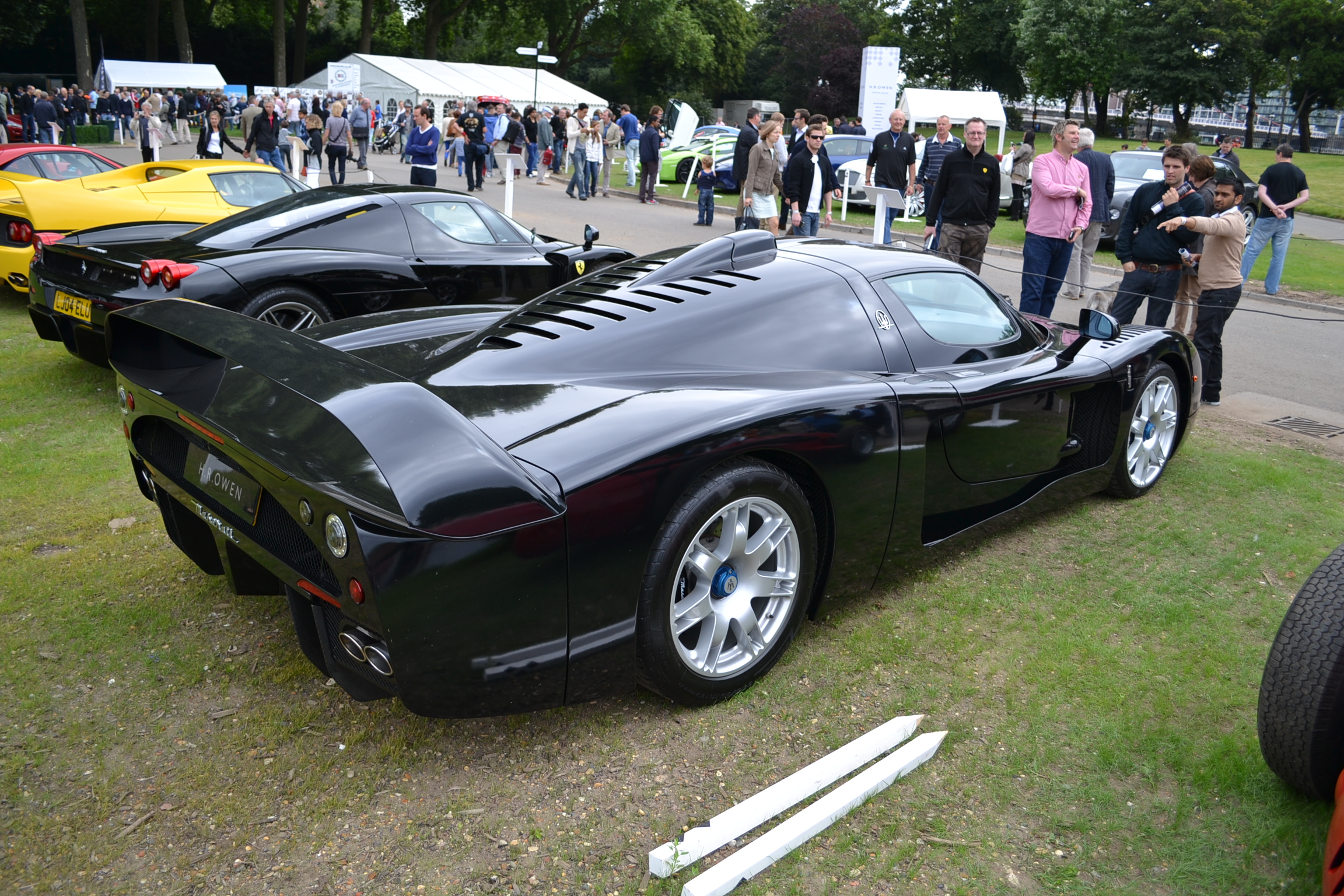
후방

전적으로 탄소 섬유로  제작된 차체는 모든 표면에서 최대 다운포스를 달성하기 위해 광범위한 풍동 테스트를 거쳤다. 결과적으로 리어 스포일러의 폭은 2m (79 인치)이지만 두께는 30mm (1.2 인치)에 불과하며, 차량 밑면은 매끄럽고 리어 범퍼에는지면 효과를 활용하는 디퓨저가 있다.

### 엔진
MC12는 232 kg (511 lb)를 자랑하며, 5,998 cc (366.0 cu in) 엔초 페라리의 파생 65° V12 엔진이 장착되어 있다.각 실린더에는 11.2:1의 압축비로 건식 섬프 시스템을 통해 윤활되는 4개의 밸브가 있다.레드라인 rpm은 7,500까지 표시되지만 (최대 7,700까지 안전함) 엔초 페라리는 8,000 rpm에서 레드라인이 있다.

### 차체
MC12의 섀시는 카본과 노멕스로 만든 모노코크이며 전면과 후면에 알루미늄 하위 섀시가 있다. 추가 강도, 편안함 및 안전성을 제공하는 롤바가 있다.

### 바퀴

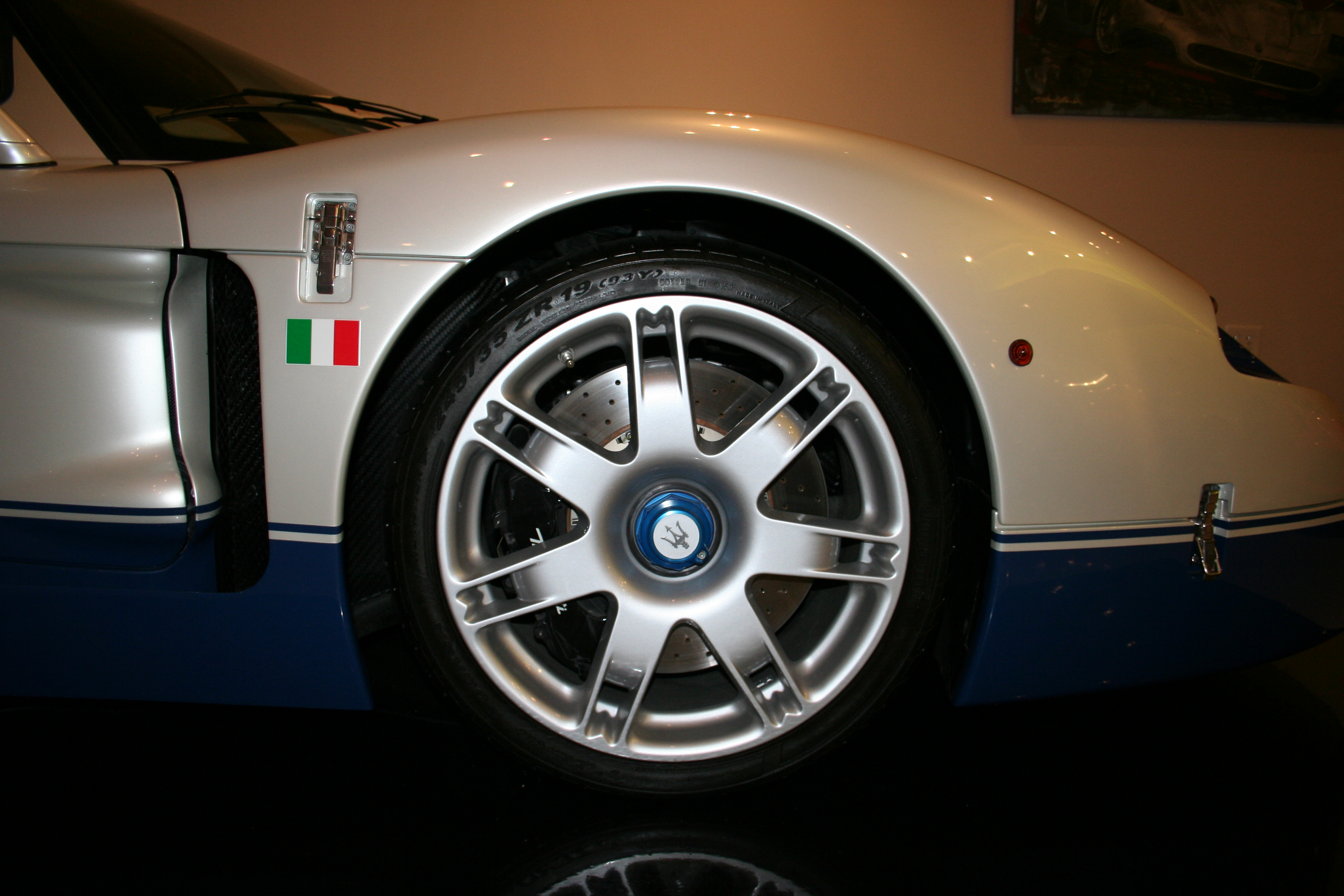
마세라티 MC12의 바퀴

MC12에는 전면 230mm (9 인치) 너비와 후면 330mm (13 인치)의 480mm (19 인치) 휠이 있다. 타이어는 "Pirelli P Zero Corsa"이며 앞 타이어는 245/35 ZR 19, 리어는 345/35 ZR 19이다. 브레이크는 보쉬 ABS(Anti-lock braking system, 한국어: 잠김방지제동장치)가 있는 Brembo 디스크 브레이크이다. 앞 브레이크는 직경이 380mm (15 인치)이고 6피스톤 캘리퍼가 있고 뒷 브레이크는 직경이 335mm (13.2 인치)이고 4 피스톤 캘리퍼가 있다.

## 수신
이 차는 일반적으로 운전하기 어렵고 가격이 비싸고 너무 크다는 비평가들과 함께 엇갈린 리뷰를 받은 적이 있었다. 다른 비판에는 트렁크, 뒷 창문, 스페어 타이어 및 라디오의 부족, 자동차 엔진이 제한적이거나 "드러 지 된"방식이 포함된 것으로 추정된다.

## MC12 GT1

### FIA GT
2004년에 마세라티는 FIA GT GT1 클래스용으로 설계된 MC12 GT1 경주용 자동차 3대를 제작하였다.